# Just Bing (litteraturhistoriker)
 Der er flere personer med dette navn, se Just Bing.
Just Johan Bing (24. april 1866 — 23. januar 1954) var en norsk litteraturhistoriker.
Bing blev cand. mag. 1890, tog den filosofiske doktorgrad 1894 med en afhandling om Novalis. Under flere udenlandsrejser har Bing gjort litterære og kulturhistoriske studier; hans bøger om litterære emner hviler på en solid viden.
Bing var kort tid forelæser i litteraturhistorie ved universitetet, men ansattes 1903 som statsarkivar i Bergen, hvor han har fortsat sine litteraturhistoriske studier.
Bing har udgivet Novalis (på tysk 1893, norsk 1903), Tider og idealer (1896), Norske digte og digter (1898), Norsk literaturhistorie (1904), Europas literaturhistorie (1906), Henrik Ibsen (1909),Geschichte der norwegischen Literatur (1912), Europas Literaturgeschichte im 19. Jahrhundert (1912); desuden en række afhandlinger.